# Кар-мэн
«Кар-мэн» — советская и российская группа. Лидером группы является Сергей Лемох.

## История
Богдан Титомир и Сергей Лемох (он же Сергей Огурцов) познакомились, когда работали в подтанцовке и играли на бас-гитаре и клавишных, соответственно, у Владимира Мальцева, директора Центра досуга «Союз» Перовского района Москвы, из которого была сформирована студия звукозаписи «Союз» (позднее Мальцев работал директором и продюсером певца Вадима Казаченко). Лемох сочинил для него песню «Париж, Париж». Ребят заметил продюсер Аркадий Укупник и сходу предложил организовать группу.
В ноябре 1989 года прошли первые выступления группы (на концертах «Магия звёзд»), а 1 января 1990 года был заключён трёхгодичный контракт со студией «Гала». Танцевальные движения, которые впоследствии копировали поклонники, участники группы придумывали сами. Впоследствии Сергей Лемох с улыбкой назовёт их «танцевальной революцией».
Изначально дуэт именовал себя как «экзотик-поп-дуэт». В качестве названия взяли имя «Кармен»; в 1990 году название преобразилось в «Кар-мэн». Как комментируют сами исполнители, таким образом они «пошли навстречу пожеланиям слушательниц, затушевав первоначальное напоминание о коварной испанской сопернице сегодняшних юных соблазнительниц». Название можно рассматривать как «человек-автомобиль» (другие варианты — «человек-машина», «киборг»), сами исполнители предпочитают синоним «путешественник». В связи с этим первый альбом группы под названием «Вокруг света» (1990) имел своеобразную концепцию: каждая песня из него так или иначе рассказывает о разных городах и странах.
На телевидении группа впервые появилась весной 1990 года, на телеканале «2х2», исполнив несколько песен, затем летом того же года в программе «Эстрадный вернисаж», с клипом «Париж», а уже по итогам года, подведённым в газете «Московский комсомолец», дуэт стал лидером в двух номинациях: «Открытие года» и «Группа года».
Группа получила ряд премий: «Шлягер-90» (1990), «50х50» (1991), «Звёздный дождь» (1991), «Овация» (1991).
В апреле 1991 года Богдан Титомир покидает проект, приняв решение заняться сольной карьерой. Сергей Лемох переписал все вокальные партии Титомира для следующего альбома «Кармания», и в итоге альбом вышел в свет летом 1991 года.
Альбом 1994 года «Русская массированная звуковая агрессия» считается одним из немногих русскоязычных альбомов, целиком выдержанных в стиле Eurodance, который на тот момент был мега популярным.
Лемох принимает участие в сторонних проектах: снимается в рекламе, записывает саундтрек к мультсериалу «Капитан Пронин», пишет музыкальные заставки к телепередачам и тому подобное.
Параллельно с работой в «Кар-мэн» Сергей Лемох работал как композитор, написав несколько песен для других артистов (Наталья Сенчукова, Лада Дэнс, Наталия Гулькина, Игорь Селиверстов и Наталья Ветлицкая).
С 2013 года Сергей Лемох является участником, основателем и вокалистом рок-группы Carbonrock.

## Состав
1. Сергей Лемох — вокал, тексты, аранжировки, танцы, хореография.
2. Алексей Макаров — танцы.
3. Анастасия Ерофеева — танцы.
4. Виолетта Самойлюк — танцы.

Бывшие участники:
1. Богдан Титомир — вокал, тексты, танцы, хореография (1989—1991).
2. Андрей Грозный — клавишные (1989).
3. Валерий Долгин — гитара (1989).
4. Владимир Мальцев — клавишные (1989). Умер 8 апреля 2014 года, в возрасте 53 лет[7][8][9][10].
5. Марио Франсиско Диас (Куба) — танцы (1991—1992).
6. Евгений Марченко — танцы (1991—1993).
7. Руслан Таркинский — танцы, хореография (1991—1992).
8. Александр Голованов — танцы (1993).
9. Диана (Даяна) Рубанова — танцы (1993).
10. Таня Блэк — семпл-вокал (1993—1994).
11. Игорь Иншаков — гитара (1994).
12. Вадим Караулов — ударные (1994).
13. Александр Чижов — клавишные (1994).
14. Андрей Козедуб — клавишные (1994).
15. А. Громов, С. Лукьянович, Н. Немченко — дэнс-машина «Конкорд» (1994).
16. Ю-ла — семпл, бэк-вокал (1995—1996).
17. Батырхан Шукенов — саксофон (1995—1996).
18. Дмитрий Четвергов — гитара (1993; 1996).
19. Никита Коробов — танцы (1993—1997).
20. Марина Кабаскова — танцы, бэк-вокал (1997—2001).
21. Александр Венгеров — гитара (1993—1998).
22. Катрин Канаева (вторая жена Лемоха[11]) — танцы, бэк-вокал (1993—2010).
23. Олег Рычков — танцы (2012—2014)
24. Сергей Колков — танцы, бэк-вокал (1993—2018)

## Дискография
До альбома «Вокруг света», в 1990 году были записаны 3 песни: «Man of the year», «Ночь с тобой», «Сингапур». Также известно, что одна песня альбома «Кармания» была записана ещё дуэтом в 1991 году («Парень из Африки»), но после ухода Богдана Титомира из группы Сергей Лемох переписал все вокальные партии.
Студийные альбомы
1. Вокруг света (магнитоальбом — Gala 1990) (Gala/Sintez, 1991 — винил, переиздан на CD и MC Gala Records в 1994)
2. Кармания (Carmania) (Gala Records, 1991 — магнитоальбом, 1992 — винил, переиздан на CD и MC в 1994, переиздан на виниле в 2024)
3. Русская массированная звуковая агрессия (J.S.P., 1994, 1997, 2004; переиздан на виниле в 2021[12])
4. Твоя сексуальная штучка (Zeko, 1996)
5. Король диска (J.S.P., 1998; 2003)
6. Нитро (Квадро-диск, 2008)

Концертные альбомы
1. Live… (J.S.P., 1994; 2004)

Альбомы ремиксов
1. Назад в будущее (Back to future) (J.S.P., 1999; 2003)
2. Ультразвук (2014) (Первое Музыкальное Издательство)[13]
3. 020 бит (2020) (Первое Музыкальное Издательство)

Сборники
1. The Best of Car-Man (Jeff Records, 1993)
2. Легенды русского диско (Master Sound Production, 2000)
3. Легенды русского диско. Часть 2 (Master Sound Production, 2001)
4. Звёздная коллекция (J.S.P. Records, 2001)
5. Grand collection (Квадро-диск, 2009)

Прочие альбомы
1. Поларис (Zeko, 1997, сольный альбом Лемоха)

## Видеография
1992 х/ф Духи ада, Ялта фильм
-

| Год  | Название                                 |
| ---- | ---------------------------------------- |
| 1990 | «Париж»                                  |
| 1990 | «Моя девочка из Америки (American Girl)» |
| 1991 | «Лондон, гудбай (London, Good Bye)»      |
| 1991 | «Отель Сан-Мартино»                      |
| 1991 | «Bad Russians»                           |
| 1991 | «Парень из Африки»                       |
| 1991 | «Чао, бамбино»                           |
| 1993 | «Мамайя Каннибалз»                       |
| 1994 | «Звуковой агрессор»                      |
| 1996 | «Южный Шаолинь»                          |
| 2012 | «Музыка»                                 |
| 2014 | «Детка»                                  |
| 2020 | «London, Good Bye (New Remix 2020)»      |
| 2021 | «Sonorous Agressor»                      |